# Autostrade in Croazia

Il segnale stradale indicante l'inizio di un'autostrada in Croazia.

Rete autostradale in Croazia

Il sistema autostradale croato (in croato il termine autostrada viene tradotto con autocesta, ˈa̯ʊ.to.͡tse.sta) è il principale sistema di connessione stradale della Croazia. Il limite massimo di velocità sulla rete è di 130 km/h.

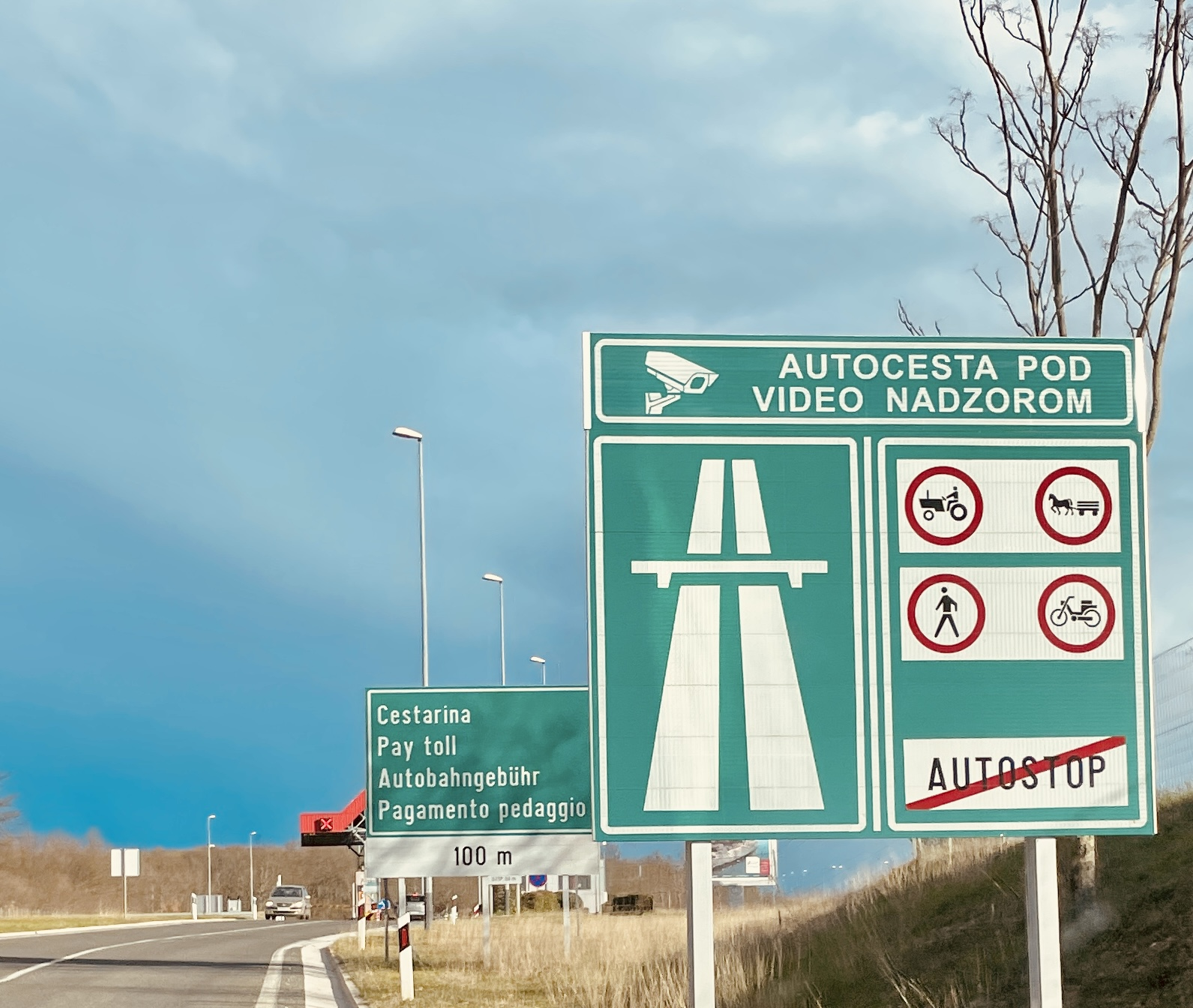
Entrata di una autostrada croata

Ogni tipo di strada in Croazia è definita da una lettera, diversa per tipo di strada, e un numero.
Le autostrade sono tutte denominate con la lettera A (autocesta) seguita da uno o due cifre. Le strade statali in Croazia, incluse le superstrade, vengono indicate con una D (državna cesta), seguito da uno fino a tre cifre, mentre le strade di contea con la Ž (županijska cesta) e quattro cifre. Le strade locali sono indicate con la lettera L (lokalna cesta) e 5 cifre.

## Autostrade

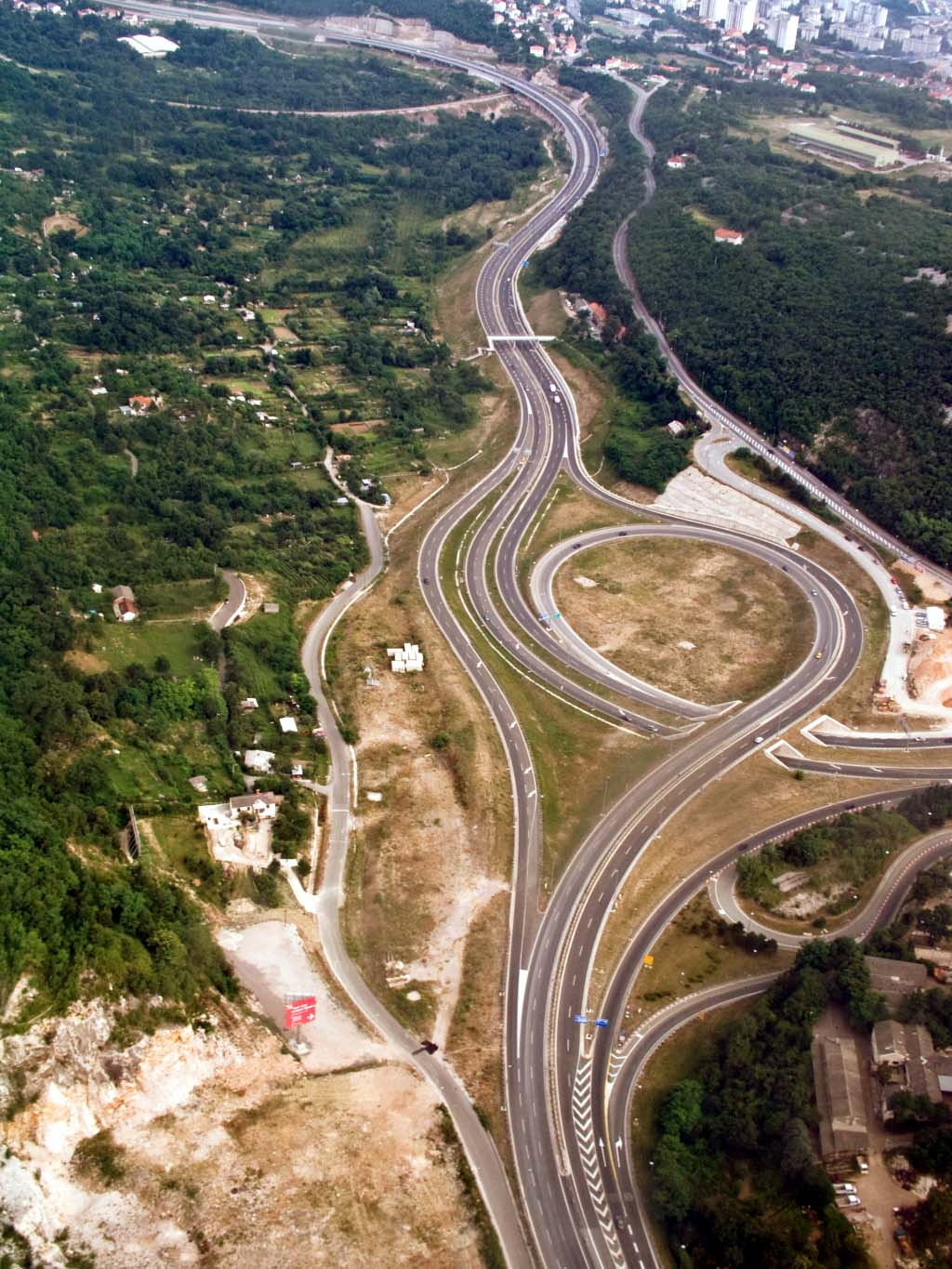
Svicolo di Orehovica che collega l'A6 e l'A7 presso Fiume

| Dalmatina                    | svincolo con A3 presso Zagabria Lučko - Porto Tolero (in progetto verso Ragusa)                                                                 |
| Zagorska autocesta           | svincolo con A3 presso Zagabria Jankomir - confine di Stato con la Slovenia presso Macelj                                                       |
| Posavska autocesta           | confine di Stato con la Slovenia presso Bregana - confine di Stato con la Serbia presso Lipovac                                                 |
| Varaždinska autocesta        | svincolo con A3 presso Zagabria Ivanja Reka - confine di Stato con l'Ungheria presso Goričan                                                    |
| Slavonska autocesta          | Beli Manastir - confine di Stato con la Bosnia ed Erzegovina presso Svilaj (in progetto fra Beli Manastir e il confine di Stato con l'Ungheria) |
| Primorsko-goranska autocesta | svincolo con A1 presso Bosiljevo - Fiume Zaule di Liburnia                                                                                      |
| Kvarnerska autocesta         | Ruppa - Porto Re (in progetto verso Segna) |
| Istarski ipsilon             | svincolo con A9 presso Canfanaro - svincolo con A7 presso Mattuglie                                                                             |
| Istarski ipsilon             | Umago - Pola |
| Neretvanska autocesta        | confine di Stato con la Bosnia ed Erzegovina - svincolo con A1 presso Porto Tolero                                                              |
| Sisačka autocesta            | svincolo con A3 presso Zagabria Jakuševec - Lekenik (in costruzione verso Sisak, apertura prevista febbraio 2024)                               |

## Superstrade
La rete autostradale è integrata da alcune superstrade.
| D1   | tratto attraverso Karlovac (a 2 carreggiate, 4 corsie, con intersezioni a raso) |
| D1   | svincolo con A1 presso Dugopoglie - Spalato (a 2 carreggiate, 4 corsie, con intersezioni a livelli sfalsati)                                                                                |
| D2   | tangenziale sud di Osijek (a 2 carreggiate, 4 corsie, con intersezioni a livelli sfalsati)                                                                                                  |
| D8   | tratto attraverso Spalato (a 2 carreggiate, 4 corsie, con intersezioni a raso) |
| D10  | svincolo con A4 presso Sveta Helena - Križevci (a 2 carreggiate, 4 corsie, con intersezioni a livelli sfalsati)                                                                             |
| D12  | svincolo con D10 presso Vrbovec - Farkaševac (a 2 carreggiate, 4 corsie, con intersezioni a livelli sfalsati)                                                                               |
| D14  | svincolo con A2 presso Zaboc - svincolo con D29 presso Zlatar Bistrica (a carreggiata singola, 2 corsie, con intersezioni a livelli sfalsati)                                               |
| D33  | svincolo con A1 presso Sebenico - Sebenico Vidici (a carreggiata singola, 2 corsie, con intersezioni a livelli sfalsati)                                                                    |
| D76  | svincolo con A1 presso Zagvozd - svincolo con D8 presso Bascavoda (a carreggiata singola, 2 o 4 corsie a seconda dei tratti, con intersezioni a livelli sfalsati)                           |
| D220 | svincolo con A1 presso Bisko - svincolo con D60 presso Čaporice (a tratti a 2 carreggiate e a 4 corsie, a tratti a carreggiata singola e a due corsie, con intersezioni a livelli sfalsati) |
| D404 | svincolo con A7 presso Fiume Draga - Fiume Brajdica (a carreggiata singola, 3 o 4 corsie, con intersezioni a livelli sfalsati)                                                              |
| D424 | svincolo con A1 presso Zara - Zara porto di Gaženica (a 2 carreggiate, 4 corsie, con intersezioni a livelli sfalsati)                                                                       |
| D425 | svincolo con A1 presso Karamatići - Porto Tolero Čeveljuša (a tratti a 2 carreggiate e a 4 corsie, a tratti a carreggiata singola e a due corsie, con intersezioni a livelli sfalsati)      |
| D522 | svincolo con A1 presso Gornja Ploča - Udbina (a carreggiata singola, 2 corsie, con intersezioni a livelli sfalsati)                                                                         |